# 紅烏龜：小島物語
《紅烏龜：小島物語》（法語：La Tortue Rouge）是荷蘭動畫師麥可·度德威特所執導；由法國影片商Why Not Productions、Wild Bunch、日本動畫室吉卜力工作室以及比利時動畫室Belvision等一同合作的動畫電影。故事以默片形式，呈現一名遭遇海難漂流至島嶼的男子與一隻紅色海龜邂逅延伸的際遇。
本片在2016年5月18日在第69屆坎城影展的「一種注目」單元首映，同年6月29日在法國公開上映、9月17日在日本公開上映。電影獲得普遍正面的評價，影評家稱讚電影的視覺呈現與豐富的敘事層次，該片獲頒第69屆坎城影展的「一種注目」特別獎，入圍第89屆奧斯卡金像獎、第21屆衛星獎最佳動畫長片提名與五項安妮獎獎項提名，最終贏得安妮獎最佳獨立製作長篇動畫獎。

## 劇情
此影片採取無對白字句的方式表現，內容描述著一名男子在海上遇到暴風、之後漂流至一座小島上。該名男子在島上生活一陣子後曾試圖乘著木筏逃離這座孤島；而在逃離過程中被一頭巨大的紅色海龜給阻擾。。當晚發現海龜爬上海灘的男子出於氣憤，用竹棍敲擊牠的頭部，隨即將牠翻過身來並獨自乘著木筏，然而男子臨時回心轉意，趕回海龜的身邊，但礙於海龜的重量過於沉重而無法為其翻身，轉而為牠取水。當男子回到紅色海龜身邊的時候，後者已經回天乏術，於是便在死去的海龜身邊入睡。
第二天，甦醒的男子驚訝地發現一名紅髮女子昏睡在出現裂痕的海龜殼裡，男子不但為女子取水，還特地建造了一個遮蔽所以保護她免受陽光照射。女子則在下雨時甦醒並下海游泳，將龜殼拋進海裡，男子見狀也對他的木筏做出相同的事，兩者在相處過程中陷入愛河，育有一個遺傳女子紅髮的兒子。兩者在兒子偶然發現一個玻璃瓶後，向兒子訴說他們之間的故事。兒子在意外落海的過程中，發現自己擅泳的天賦，還與三隻綠海龜一起游泳，他游回紅髮女子的身邊，她則在抱著孩子之餘，憂心忡忡地望著大海。
時間流逝，男子和紅髮女子的兒子成長為一名青年，但在某日三者居住的小島遭遇海嘯來襲，兒子急於尋找他的父母，發現他的母親受了傷，父親則不知去向，於是兒子呼喚三隻海龜游進海裡，發現男子正拼命地抓著一些竹子，待海龜們救回男子後，兒子找到他珍藏的玻璃瓶，三者合作清理殘骸並燒毀了枯竹。
某夜，兒子做了游進大海的夢，他告別了男子和紅髮女子，偕同三隻海龜離開了小島。男子和紅髮女子則持續在島上相守到老，直至某夜男子望向月亮，閉上雙眼逝世後，傷心的紅髮女子躺在男子的身邊，將手放在他的身上，手部變成了海龜的足蹼。故事尾聲，紅髮女子變回了紅色海龜的模樣，獨自回歸大海。

## 製作

### 過程
約在2006年期間；吉卜力工作室正製作由宮崎駿執導的動畫《崖上的波妞》時，Wild Bunch片商的創辦者、《無法無天》、《力挽狂瀾》等電影製片人文森·馬拉瓦爾前來拜訪吉卜力。當時宮崎駿向文森表示他個人對《父與女》這部短篇動畫很感興趣，便詢問文森可否有讓他與這部片導演麥可·度德威特見面的機會，並表示如果未來吉卜力會有製作日本海外動畫的念頭；那一定會是麥可·度德威特的作品。
之後文森前去拜訪當時住在倫敦的麥可·度德威特詢問是否有意前行時，起初麥可雖興致不高；但在文森表示也許吉卜力會願意製作麥可的作品時便答應成行。後續由麥可執導的《紅龜》則除了吉卜力外，還包含了法國的Why Not Productions、以及文森創立的Wild Bunch、或比利時的Belvision等影片商及動畫室一同協力製作。而為了製作影片；麥可·度德威特則前往日本在吉卜力工作室一帶的小金井市居住一陣子。
在《紅龜》劇情部分由麥可·度德威特與曾執導《查泰萊夫人》的導演及劇本家帕絲卡·費弘合作。而麥可·度德威特也提出希望能讓吉卜力另名導演高畑勳協助此影片製作的請求，高畑勳隨後則接任了美術方面製作人事務。
最初麥可·度德威特曾打算在影片內添加一些對白，但之後吉卜力方面人士認為若將對白全部去除將能給予人更強烈的印象；而作了更動。

### 標語
吉卜力製作人鈴木敏夫過去年輕觀賞在日本上映的希臘影片《年輕的愛神》（Μικρές Αφροδίτες）時；對於當時詩人谷川俊太郎替影片手冊所提供的詩篇感到印象深刻，便向谷川俊太郎提出替《紅龜》創作詩篇的請求。
之後鈴木敏夫在閱讀谷川俊太郎所完成的詩篇時，當中的字句內容不禁讓他想起保羅·高更的畫作《我們從何處來？我們是誰？我們向何處去？》，並敲定將詩裡的一段話「不知從何而來、從何而去，就是所謂的生命吧？」作為《紅龜》在日本上映時的專用廣告標語。

## 上映

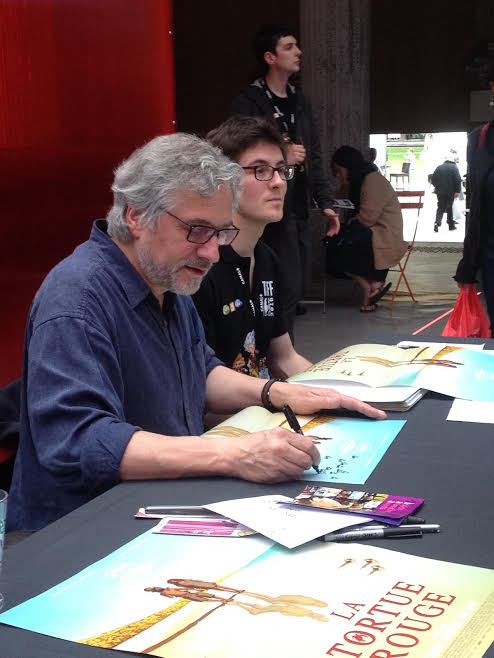
導演麥可·度德威特在2016年安錫國際動畫影展活動會場上替此影片海報簽名。

影片的首次放映；是在2016年5月18日於第69屆坎城影展以「一種注目」方式播放，之後隔月也在安錫國際動畫影展上公開。
戲院部份是6月29日先在法國公開上映、影片的另一製作國日本則是在9月17日，其它如美洲地方則是授權給予索尼經典電影代理發行。

## 反應

### 評價
美國的《芝加哥論壇報》認為《紅龜》就像混合了《神隱少女》與《浩劫重生》的美麗動畫故事，雖然麥可·度德威特在個人首次拍攝的長篇動畫電影上沒有太革命性的技術，但優雅的敘事手法；讓此影片能比一般闔家觀賞動畫有著更好的表現。《西雅圖時報》則稱讚影片裡岸邊與海洋所呈現出的視覺表現，而片中雖然沒有回答出想表達的問題；但也不必有這個需要。多倫多大學校刊《The Varsity》表示著影片中無對白的手法可能一開始會讓人覺得沉悶，但之後出現的劇情高潮段落值得花費耐心來觀賞，而內容中幫助觀眾瞭解到生命中關於誕生、成長、愛與死亡的循環。。
2016年，本片在爛番茄根據169條專業評論（158條好評，11條差評），獲得93%「新鮮度」，平均得分8.1/10，網站共識評論寫道：「《紅烏龜：小島物語 》以一部動畫片的形式為吉卜力工作室留下了寶貴的遺產，其看似簡單的故事以其可愛的視覺效果吸引人的敘事層次而著稱」。Metacritic根據32條評論，獲得加權平均分數92分（滿分100分），歸納多家媒體的年終榜單，排名該站年度榜單評分第8名兼年度最佳動畫第1名。在網際網路電影資料庫，平均得分7.5（滿分10分），排名該網站2016年最佳動畫電影第2名，僅次於《你的名字》。
2022年，《IndieWire》列出21世紀最佳41部動畫電影名冊裡，本片排名第3名。墨西哥電影導演吉勒摩·戴托羅在2023年的訪談中，將本片列為推薦的動畫電影。2023年3月，本片在爛蕃茄發表「根據爛番茄評論家評比，100部不限時間的最佳日本動畫電影」排行榜名列第13名。

### 入圍獎項
| 項目                   | 項目           | 項目                             | 項目                                                 | 項目 | 項目 |
| 獎項                   | 頒獎日期       | 項目                             | 得主                                                 | 結果 |      |
| ---------------------- | -------------- | -------------------------------- | ---------------------------------------------------- | ---- | ---- |
| 第69屆坎城影展         | 2016年5月21日  | 一種注目特別獎                   | 麥可·度德威特                                        | 獲獎 |      |
| 第69屆坎城影展         | 2016年5月21日  | 一種注目最佳影片                 | 麥可·度德威特                                        | 提名 |      |
| 第69屆坎城影展         | 2016年5月21日  | 金棕櫚獎                         | 麥可·度德威特                                        | 提名 |      |
| 第42屆洛杉磯影評人協會 | 2016年12月4日  | 洛杉磯影評人協會最佳動畫片獎     | 紅龜                                                 | 亞軍 |      |
| 第15屆舊金山影評人協會 | 2016年12月11日 | 舊金山影評人協會最佳動畫片獎     | 紅龜                                                 | 獲獎 |      |
| 第20屆多倫多影評人協會 | 2016年12月11日 | 多倫多影評人協會獎最佳動畫片     | 紅龜                                                 | 亞軍 |      |
| 第22屆評論家選擇獎     | 2016年12月11日 | 評論家選擇獎最佳動畫片           | 紅龜                                                 | 提名 |      |
| 第29屆芝加哥影評人協會 | 2016年12月15日 | 芝加哥影評人協會獎最佳動畫片     | 紅龜                                                 | 提名 |      |
| 第20屆線上影評人協會   | 2016年12月27日 | 線上影評人協會最佳動畫片獎       | 紅龜                                                 | 提名 |      |
| 第7屆瑪格利特獎        | 2017年2月4日   | 瑪格利特獎最佳配樂獎             | 尼爾斯·方茲（Nils Fauth）與彼得·索丹（Peter Soldan） | 提名 |      |
| 第7屆瑪格利特獎        | 2017年2月4日   | 瑪格利特獎最佳聯合出品國外影片   | 紅龜                                                 | 獲獎 |      |
| 第44屆安妮獎           | 2017年2月4日   | 最佳獨立製作長篇動畫獎           | 紅龜                                                 | 獲獎 |      |
| 第44屆安妮獎           | 2017年2月4日   | 最佳動畫特效獎                   | 穆魯德·奧希德（Mouloud Oussid）                      | 提名 |      |
| 第44屆安妮獎           | 2017年2月4日   | 最佳導演獎                       | 麥可·度德威特                                        | 提名 |      |
| 第44屆安妮獎           | 2017年2月4日   | 最佳動畫配樂獎                   | 羅蘭·培瑞茲·戴·瑪                                    | 提名 |      |
| 第44屆安妮獎           | 2017年2月4日   | 最佳劇本獎                       | 麥可·度德威特與帕絲卡·費弘                           | 提名 |      |
| 第21屆衛星獎           | 2017年2月19日  | 衛星獎最佳動畫片或混合媒體長片獎 | 紅龜                                                 | 提名 |      |
| 第89屆奧斯卡金像獎     | 2017年2月26日  | 奧斯卡最佳動畫片獎               | 麥可·度德威特與鈴木敏夫                              | 提名 |      |

## 外部連結
- 製片商之一Wild Bunch的《紅龜》介紹頁面（英文）
- 《紅龜》日語官方頁面（日語）
- 互联网电影数据库（IMDb）上《紅烏龜：小島物語》的资料（英文）
- 大卡通資料庫上《紅烏龜：小島物語》的資料（英文）

- 豆瓣电影上《紅烏龜：小島物語》的資料 （简体中文）
- Box Office Mojo上《紅烏龜：小島物語》的資料（英文）
- 爛番茄上《紅烏龜：小島物語》的資料（英文）
- Metacritic上《紅烏龜：小島物語》的資料（英文）